# لجنة التعاون البرلماني الدولي
لجنة التعاون البرلماني الدولي (بالإندونيسية: Badan Kerja Sama Antar Parlemen) هي لجنة شكلها ويديرها مجلس تمثيل الشعب في إندونيسيا. تشكل اللجنة كجهاز دائم مكمل للمجلس.
يتم تحديد تكوين وعضوية لجنة التعاون البرلماني الدولي من قبل مجلس نواب الشعب في الجلسة العامة بما يتناسب مع نسبة التوزيع العادل لعدد أعضاء الفصيل.

## التاريخ
تأسست لجنة التعاون البرلماني الدولي في البداية أثناء تنظيم الجلسة العامة لمجلس نواب الشعب في 7 يونيو 1974. وقررت الدورة حل المنظمة البرلمانية الإندونيسية، وفي نفس الوقت صادقت على إنشاء لجنة التعاون البرلماني الدولي. وقد ورد قرار تشكيل اللجنة في مرسوم رئاسة مجلس نواب الشعب رقم 27 تاريخ 7 يونيو 1974.
بعد تعزيز مشاركة مجلس تمثيل الشعب في الشؤون الدولية والقضايا الأوسع نطاقا، تم الارتقاء بوضع المجلس الدولي مع إنشاء لجنة التعاون البرلماني الدولي. تم تضمين وضع وتكوين وواجبات اللجنة في مرسوممجلس تمثيل الشعب رقم 14 المؤرخ 28 يونيو 1979 بشأن مراجعة اللائحة التنفيذية لقواعد إجراءات المجلس. تمت مراجعة المسائل المتعلقة بوجود اللجنة باستمرار من خلال العديد من التعديلات على مرسوم المجلس بشأن لجنة التعاون البرلماني الدولي، والتي بدأت بموجب تعديل 1983 من خلال مرسوم المجلس رقم 10 ، بتاريخ 26 فبراير 1983، حتى آخر تعديل.